# Jan Kukliński
Jan Maciej Kukliński (ur. 20 września 1939 w Warszawie, zm. 17 lipca 2006 w Częstochowie) – polski fotograf.

## Życiorys
Jan Kukliński urodził się 20 września 1939 roku w Warszawie. Po upadku powstania warszawskiego rodzina przeprowadziła się do Częstochowy, gdzie Kukliński uczył się w IV LO im. H. Sienkiewicza (1953–1957). Po maturze, którą zdał w LO im. Romualda Traugutta, podjął studia prawnicze na Uniwersytecie Warszawskim.
W 1961 roku opublikował na łamach „Życia Częstochowy” swoją pierwszą fotografię. Pasje fotograficzne rozwijał podczas służby wojskowej, publikując zdjęcia w czasopismach wojskowych „Żołnierz Polski” i „Wiraże”. Fotografie Kuklińskiego ukazywały w periodykach: „Sztandar Młodych”, „Dookoła Świata”, „Gazeta Częstochowska”, „Dziennik Zachodni”. Zajmował się fotografią architektury dla Biura Projektów „Miastoprojekt” (1963–1986). W połowie lat 60. po raz pierwszy miał wystawę, którą zorganizował Miejski Klub Prasy i Książki „Ruch”. Poświęcona była żużlowi. W latach 90. był fotoreporterem „Życia Częstochowy”, potem – „Życia Częstochowskiego”. Współpracował z Polską Agencją Prasową i Krajową Agencją Wydawniczą. 
Zmarł w Częstochowie 17 lipca 2006 roku.

## Nagrody
- Medal „Merentibus” wręczony przez Prezydenta Częstochowy.